# Dominique Lauvard
Dominique Lauvard est une gymnaste artistique française née le 30 août 1949 à Vincennes.

## Biographie
Elle dispute les Jeux olympiques d'été de 1968, obtenant une septième place par équipes.
Elle est sacrée championne de France du concours général individuel en 1969.